# Cosmopterix calliochra
Cosmopterix calliochra là một loài bướm đêm thuộc họ Cosmopterigidae. Loài này có ở Úc.